# Terrorattentatet i Nice 2020
Terrorattentatet i Nice 2020 var ett attentat som utfördes den 29 oktober 2020 där tre personer knivmördades vid ett islamistiskt terrordåd i en kyrka.

## Händelseförlopp
Attacken ägde rum vid halvniotiden på morgonen den 29 oktober 2020 i den romersk-katolska kyrkan Notre Dame de Nice, belägen i centrala Nice.
Förövaren anlände till Nice tidigt på torsdagsmorgonen med tåg, och begav sig till fots till den näraliggande kyrkan Notre-Dame de Nice. Strax före 08.30 gick han in i kyrkan och knivskar en 55-årig kyrkvaktmästare i halsen, Vincent Loquès, medan en 60-årig kvinna, Nadine Devillers, fick halsen delvis avskuren. En 44-årig kvinna, Simone Barreto Silva, knivskadades svårt men kunde fly ut ur kyrkan och slå larm, och avled senare.
Polis kom till platsen 08.57 och konfronterade mannen som uppträdde hotfullt och utropade "Allahu Akbar!" upprepade gånger. Polisen använde först elpistol men öppnade sedan eld och skottskadade mannen allvarligt. Mannen hade med sig en koran, två telefoner samt en väska med ytterligare två knivar som inte användes vid attacken. Mordvapnet var en 30 cm lång kniv och återfanns i närheten.

## Förövare
Den misstänkte förövaren var en 21-årig tunisisk man, Brahim Aouissaoui (إبراهيم العيساوي), som anlände i september 2020 som migrant till Lampedusa, Italien. Efter att ha förflyttats till staden Bari i Italien anlände han till Frankrike i början av oktober 2020. Mannen var inte tidigare känd av polis eller säkerhetstjänst.

## Reaktioner
Efter händelsen höjdes terrornivån i Frankrike till den högsta nivån, med skärpt säkerhet kring bland annat skolor och kyrkor.[uppföljning saknas]